# Ultimate Yanni
Ultimate Yanni , es un álbum de compilación del músico griego  Yanni, lanzado bajo el sello Private Music en 1997.

## Temas
| #   | Tema                                 | Duración |
| --- | ------------------------------------ | -------- |
| 1.  | "You Only Live Once”                 |          |
| 2.  | "Flight of Fantasy”                  |          |
| 3.  | "To The One Who Knows"               |          |
| 4.  | "Keys To Imagination"                |          |
| 5.  | "Butterfly Dance"                    |          |
| 6.  | "Nice To Meet You”                   |          |
| 7.  | "Santorini"                          |          |
| 8.  | "Nostalgia"                          |          |
| 9.  | "Aria”                               |          |
| 10. | "Point of Origin"                    |          |
| 11. | "Nightbird"                          |          |
| 12. | "Chasing Shadows"                    |          |
| 13. | "Paths on Water”                     |          |
| 14. | "Marching Season”                    |          |
| 15. | "Reflections of Passion”             |          |
| 16. | "Looking Glass"                      |          |
| 17. | "A Word in Private"                  |          |
| 18. | "One Man's Dream"                    |          |
| 19. | "Felitsa”                            |          |
| 20. | "In The Mirror" (Special Radio Edit) |          |
| 21. | "Desire"                             |          |
| 22. | "The Rain Must Fall"                 |          |
| 23. | "Running Time”                       |          |
| 24. | "Forbidden Dream”                    |          |

## Personal
Todos los temas musicales presentes en este disco fueron compuestos por Yanni